# Île Ua
L’île Ua est une îlot de Nouvelle-Calédonie appartenant administrativement à Mont-Dore.